# Information Retrieval (tijdschrift)
Information Retrieval is een internationaal, aan collegiale toetsing onderworpen wetenschappelijk tijdschrift op het gebied van de informatiesystemen. De naam wordt in literatuurverwijzingen meestal afgekort tot Inf. Retr. Het wordt uitgegeven door Springer Science+Business Media en verschijnt 4 keer per jaar.